# Ryan McDonagh
Pour les articles homonymes, voir McDonagh.
Ryan McDonagh (né le 13 juin 1989 à Saint Paul, État du Minnesota aux États-Unis) est un joueur professionnel américain de hockey sur glace. Il évolue au poste de défenseur. 

## Biographie

### Carrière en club
En 2007, il débute avec l'Université du Wisconsin en NCAA. Il finit la saison 2007-2008 avec 12 points, dont 5 buts et 7 assistances en 40 matchs.  
Au cours du repêchage de la Ligue nationale de hockey de 2007 à Columbus, il est sélectionné par les Canadiens de Montréal au 1er tour, en 12e position au total, leur tout premier choix de 2007. Selon son entraîneur, il est un défenseur fiable, qui peut provoquer de bonne mises en échec et est capable d'appuyer l'attaque. 
Le 30 juin 2009, il est échangé aux Rangers de New York en compagnie de Christopher Higgins, Pavel Valentenko et de Doug Janik en retour de Scott Gomez, Tom Pyatt et de Michaël Busto.
Le 17 mai 2014 contre les Canadiens de Montréal en finale d'association, McDonagh inscrit son plus grand total de points en une soirée avec 4 points. Il marque un but à 18:32 de la 3e période en supériorité numérique et fait trois passes lors de ce match, qui se termine 7 - 2.
Le 26 février 2018, il est envoyé au Lightning de Tampa Bay avec J.T. Miller en retour de Vladislav Namestnikov, Brett Howden, Libor Hajek, un choix de premier tour au repêchage d'entrée dans la LNH 2018, et un choix conditionnel de deuxième tour au repêchage d'entrée dans la LNH 2019.
Il remporte la coupe Stanley en 2020 et en 2021 avec Tampa Bay.
Après avoir disputé 267 matchs de saison régulière et remporté 2 fois la coupe Stanley avec le Lightning, il est transigé aux Predators de Nashville en retour de Grant Mismash et de Philippe Myers, le 3 juillet 2022.

### Carrière internationale
Il représente les États-Unis au niveau international.

## Statistiques

### En club
| Saison     | Équipe                 | Ligue      |     | Saison régulière | Saison régulière | Saison régulière | Saison régulière | Saison régulière |    | Séries éliminatoires | Séries éliminatoires | Séries éliminatoires | Séries éliminatoires | Séries éliminatoires |
| Saison     | Équipe                 | Ligue      | PJ  | B                | A                | Pts              | Pun              | PJ               | B  | A                    | Pts                  | Pun                  |                      |                      |
| 2007-2008  | Badgers du Wisconsin   | NCAA       | 40  | 5                | 7                | 12               | 42               | -                | -  | -                    | -                    | -                    |                      |                      |
| 2008-2009  | Badgers du Wisconsin   | NCAA       | 36  | 5                | 11               | 16               | 59               | -                | -  | -                    | -                    | -                    |                      |                      |
| 2009-2010  | Badgers du Wisconsin   | NCAA       | 43  | 4                | 14               | 18               | 73               | -                | -  | -                    | -                    | -                    |                      |                      |
| 2010-2011  | Whale du Connecticut   | LAH        | 38  | 1                | 7                | 8                | 12               | -                | -  | -                    | -                    | -                    |                      |                      |
| 2010-2011  | Rangers de New York    | LNH        | 40  | 1                | 8                | 9                | 14               | 5                | 0  | 0                    | 0                    | 4                    |                      |                      |
| 2011-2012  | Rangers de New York    | LNH        | 82  | 7                | 25               | 32               | 44               | 20               | 0  | 4                    | 4                    | 11                   |                      |                      |
| 2012-2013  | Barys Astana           | KHL        | 10  | 0                | 3                | 3                | 6                | -                | -  | -                    | -                    | -                    |                      |                      |
| 2012-2013  | Rangers de New York    | LNH        | 47  | 4                | 15               | 19               | 22               | 12               | 1  | 3                    | 4                    | 6                    |                      |                      |
| 2013-2014  | Rangers de New York    | LNH        | 77  | 14               | 29               | 43               | 36               | 25               | 4  | 13                   | 17                   | 8                    |                      |                      |
| 2014-2015  | Rangers de New York    | LNH        | 71  | 8                | 25               | 33               | 26               | 19               | 3  | 6                    | 9                    | 8                    |                      |                      |
| 2015-2016  | Rangers de New York    | LNH        | 73  | 9                | 25               | 34               | 22               | 3                | 0  | 0                    | 0                    | 0                    |                      |                      |
| 2016-2017  | Rangers de New York    | LNH        | 77  | 6                | 36               | 42               | 37               | 12               | 2  | 5                    | 7                    | 12                   |                      |                      |
| 2017-2018  | Rangers de New York    | LNH        | 49  | 2                | 24               | 26               | 20               | -                | -  | -                    | -                    | -                    |                      |                      |
| 2017-2018  | Lightning de Tampa Bay | LNH        | 14  | 2                | 1                | 3                | 0                | 17               | 0  | 5                    | 5                    | 6                    |                      |                      |
| 2018-2019  | Lightning de Tampa Bay | LNH        | 82  | 9                | 37               | 46               | 34               | 4                | 0  | 0                    | 0                    | 2                    |                      |                      |
| 2019-2020  | Lightning de Tampa Bay | LNH        | 50  | 1                | 11               | 12               | 19               | 22               | 1  | 4                    | 5                    | 10                   |                      |                      |
| 2020-2021  | Lightning de Tampa Bay | LNH        | 50  | 4                | 8                | 12               | 14               | 23               | 0  | 8                    | 8                    | 14                   |                      |                      |
| 2021-2022  | Lightning de Tampa Bay | LNH        | 71  | 4                | 22               | 26               | 16               | 23               | 1  | 4                    | 5                    | 14                   |                      |                      |
| 2022-2023  | Predators de Nashville | LNH        | 71  | 2                | 18               | 20               | 22               | -                | -  | -                    | -                    | -                    |                      |                      |
| 2023-2024  | Predators de Nashville | LNH        | 74  | 3                | 29               | 32               | 31               | 6                | 0  | 1                    | 1                    | 6                    |                      |                      |
| Totaux LNH | Totaux LNH             | Totaux LNH | 928 | 76               | 313              | 389              | 357              | 191              | 12 | 53                   | 65                   | 101                  |                      |                      |

### En équipe nationale
| Année | Équipe         | Compétition                  |   | PJ | B | A | Pts | Pun               |  | Résultat |
| 2007  | États-Unis U18 | Championnat du monde -18 ans | 7 | 0  | 3 | 3 | 4   | Médaille d'argent |  |          |
| 2009  | États-Unis U20 | Championnat du monde junior  | 6 | 0  | 3 | 3 | 2   | 5e place          |  |          |
| 2011  | États-Unis     | Championnat du monde         | 7 | 0  | 1 | 1 | 2   | 8e place          |  |          |
| 2014  | États-Unis     | Jeux olympiques              | 6 | 1  | 1 | 2 | 0   | 4e place          |  |          |
| 2016  | États-Unis     | Coupe du monde               | 3 | 2  | 0 | 2 | 0   | 7e place          |  |          |

## Trophées et honneurs personnels

### Ligue nationale de hockey
- 2015-2016 : participe au 61e Match des étoiles de la LNH (1)
- 2016-2017 : participe au 62e Match des étoiles de la LNH (2)
- 2019-2020 : vainqueur de la coupe Stanley avec le Lightning de Tampa Bay (1)
- 2020-2021 : vainqueur de la coupe Stanley avec le Lightning de Tampa Bay (2)